# Zoropsis lutea
Espèce
Synonymes
- Zora lutea Thorell, 1875
- Zoropsis lutea asiatica Kulczyński, 1911

Zoropsis lutea est une espèce d'araignées aranéomorphes de la famille des Zoropsidae.

## Distribution
Cette espèce se rencontre en Croatie, en Grèce, en Bulgarie, en Ukraine, en Turquie, en Syrie, au Liban, en Israël et en Iran.

## Description
Les mâles mesurent de 7,3 à 9,5 mm et les femelles de 11,5 à 16 mm.

## Publication originale
- Thorell, 1875 : Verzeichniss südrussischer Spinnen. Horae Societatis Entomologicae Rossicae, vol. 11, p. 39-122 (texte intégral).